# БРМ-1К
БРМ-1К (Объект 676) — бронированная самоходная машина на гусеничном ходу, предназначенная для разведки на поле боя.

## История
Боевая разведывательная машина БРМ-1к была разработана на базе БМП-1 в КБ Челябинского тракторного завода в начале 1970-х годов. Предназначалась для ведения инструментальной разведки в интересах сухопутных войск и создавалась в качестве замены в разведподразделениях лёгкого плавающего танка ПТ-76. БМП-1 была выбрана в качестве базовой не случайно, так как она была способна преодолевать вплавь водные препятствия, а кроме того, за счёт унификации узлов и деталей облегчался процесс принятия машины на вооружение, снижалась её стоимость. БРМ-1К была принята на вооружение в 1972 году и серийно производилась на КМЗ с 1973 года.

## Описание конструкции
Общая компоновка машины повторяет собой БМП-1: МТО в передней части сварного бронекорпуса, а боевое — в середине и корме. Большая двухместная башня кругового вращения сдвинута ближе к кормовой части машины. Также к внешним отличиям от БМП-1 можно отнести расположения бревна для самовытаскивания по правому борту, наличие штанги антенны на заднем борту, иное (3 в ряд с двух сторон башни) расположение аппаратуры задымления.

## Экипаж
Вместимость машины 6 человек, в экипаж входят 6 человек: впереди слева механик-водитель, за ним оператор танковой навигационной аппаратуры, в башне: слева командир машины, он же наводчик оператор, справа старший разведчик, в задней части: слева радист, справа старший оператор.

## Оборудование
В свободном пространстве между башней и десантными люками расположены принадлежности для ведения инженерной, химической, биологический, радиационной разведки.
Оборудование БРМ-1К позволяет экипажу решать следующие задачи:
- определять дирекционный угол продольной оси машины (угол между северным направлением вертикальной линии координатной сетки карты и направлением продольной оси машины, прочерченной на карте);
- непрерывно вырабатывать навигационную информацию (текущие прямоугольные координаты и дирекционный угол на пункт назначения);
- определить координаты целей;
- определить углы между продольной осью машины и направлениями на ориентиры (цели);
- измерить дальности до целей;
- вести поиск, обнаружение, сопровождение и измерение координат движущихся целей;
- вести радиационную и химическую разведку;
- обеспечивать радиосвязь в УКВ и КВ диапазонах и скоростную передачу информации;
- вести наблюдение за местностью в дневных и ночных условиях;
- целеуказание и корректировка дальней артиллерии.

Для ориентирования и ведения разведки машина оборудована следующей специальной аппаратурой: навигационной аппаратурой ТНА-4(квадрат-1), дальномером системы Доплера, радиолокационной станцией, приемником-пеленгатором, миноискателем, прибором химической разведки, двумя радиостанциями для ближней и дальней связи. Для дальней связи имеется комплект для разворачивания стационарной антенны типа «диполь».

## Вооружение
- 73-мм орудие 2А28 «Гром» (20 выстрелов)
- 7,62-мм пулемет ПКТ (2000 патронов)

## Модификации
- БРМ-1КМ — модификация с башней от БТР-82А.[2]

## На вооружении
- Азербайджан — 7 БРМ-1К по состоянию на 2024 год[3]
- Армения:
  - Армия Армении — 12 БРМ-1К по состоянию на 2024 год[3]
  - МВД Армении — 5 БРМ-1К по состоянию на 2024 год[3]
  - Пограничная охрана Армении — 3 БРМ-1К по состоянию на 2024 год[3]
- Беларусь — 132 БРМ-1 по состоянию на 2024 год[3]
- Грузия — 1 БРМ-1К по состоянию на 2024 год[3]
- Казахстан — 60 БРМ-1 по состоянию на 2024 год[3]
- Россия:
  - Сухопутные войска России — 200 БРМ-1К по состоянию на 2024 год[3]
- Туркменистан — 60 БРМ-1 по состоянию на 2024 год[3]
- Узбекистан — 6 БРМ-1 по состоянию на 2024 год[3]
- Украина — 50 БРМ-1К по состоянию на 2024 год[3]

## Боевое применение
Применяются обеими сторонами во время вторжения России на Украину. По состоянию на 30 августа по данным проекта Oryx, подсчитывающего визуально подтверждённые потери, ВС РФ потеряли не менее 13 БРМ-1К.

## Где можно увидеть
- Россия
  - Каменск-Шахтинский,Патриот;краснотурьинск
  - Падиково — Музей отечественной военной истории в Истринском районе Московской области;
  - Советск — Музей военной техники Калининградской области;
  - Новосибирск — Бульвар Победы, Юго-Западный жилмассив;
  - Гуково — Мемориал памяти воинов Красной Армии;
  - Ковров Владимирской области — Парк Патриот;
- Азербайджан
  - Баку — парк военных трофеев[5]